# Marius Kastner
Marius Kastner (* 23. August 2002 in Marktredwitz) ist ein deutscher Skilangläufer.

## Werdegang
Kastner, der für den SC Neubau startet und den Zoll-Ski-Team angehört, nahm von 2020 bis 2022 an U20-Rennen im Alpencup teil und belegte bei den Olympischen Jugend-Winterspielen 2020 in Lausanne den 22. Platz über 10 km klassisch und den 14. Rang im Sprint. Sein Debüt im Skilanglauf-Weltcup hatte er im Dezember 2021 in Dresden, wobei er den 64. Platz im Sprint und den 27. Platz im Teamsprint errang. Bei den Junioren-Skiweltmeisterschaften 2022 in Lygna lief er auf den siebten Platz mit der Staffel und auf den fünften Rang im Sprint. Zudem wurde er deutscher Meister im Teamsprint. In der Saison 2023/24 holte er bei der ersten Etappe der Tour de Ski 2023/24 mit dem 17. Platz im Sprint in Toblach seine ersten Weltcuppunkte.

## Teilnahmen an Weltmeisterschaften

### Nordische Skiweltmeisterschaften
- 2025 Trondheim: 41. Platz Sprint Freistil